# Tanypenaeus caribaeus
Tanypenaeus caribaeus är en kräftdjursart som beskrevs av Pérez Farfante 1972. Tanypenaeus caribaeus ingår i släktet Tanypenaeus och familjen Penaeidae. Inga underarter finns listade i Catalogue of Life.